# James Earp
James Cooksey Earp (Hartford, 28 giugno 1841 – California, 25 gennaio 1926) è stato un imprenditore statunitense.
James era uno dei poco noti fratelli maggiori del famoso sceriffo e pistolero Wyatt Earp.

## Biografia
Arruolatosi tra le file nordiste con i fratelli Newton e Virgil durante la guerra di secessione americana, nel 1879 si portò a Tombstone (Arizona) con Virgil ed il più noto fratello, Wyatt Earp. I più giovani fratelli Morgan e Warren arrivarono nel 1880. Mentre i fratelli iniziavano l'attività di sceriffi, James Earp avviò una casa da gioco. Non direttamente implicato nella famosa sparatoria all'O.K. Corral, nella quale Wyatt, Virgil e Morgan, insieme al pistolero Doc Holliday, affrontarono membri della gang criminale dei Cowboys, James Earp lasciò Tombstone il 19 marzo 1882, scortando la salma del fratello Morgan, assassinato il giorno precedente. Stando alle fonti, James non partecipò in prima persona alla famosa Vendetta degli Earp (20 marzo-15 aprile 1882), anche nota come "Guerra dell'Arizona".

### Fonti
- Breakenridge, Billy (1928), Helldorado: Bringing the Law to the Mesquite, Boston, ed. Richard M. Brown, University of Nebraska Press, 1992, ISBN 0-8032-6100-4. Nel volume del ex-aiutante di Behan, la figura di Wyatt Earp viene presentata in chiave apertamente negativa. Il punto di vista di Breakenridge aiuta però notevolmente a stemperare i toni aulici di Lake.
- Burns, Walter Noble (1927), Tombstone, an Iliad of the West, ed. Casey Tefertiller, University of New Mexico Press, 1999, ISBN 0-8263-2154-2.
- Lake, Stuart (1931), Wyatt Earp, frontier marshal. Prima biografia autorizzata di Wyatt Earp, basata su di un'intervista rilasciata a Lake da Earp nel 1928. Il volume raccoglie anche i testi dell'autobiografia che Earp dettò nel 1926 a John H. Flood.
- (Marcus, Josephine) (1998), I Married Wyatt Earp: The Recollections of Josephine Sarah Marcus Earp, ed. Glenn G. Boyer, University of Arizona Press, ISBN 0-8165-0583-7. Le memorie della moglie di Wyatt Earp, Josephine Marcus.
- Turner, Alford E. (1981), The O.K. Corral inquest, College Station (Texas), ISBN 0-932702-16-3. Il volume raccoglie i documenti originali del processo condotto dal giudice di pace Spicer, analizzati ed annotati dell'autore Turner. Viene considerata la più autorevole fonte di informazioni sugli Earp.

### Studi
- Gatto, Steve (2000), The Real Wyatt Earp: A Documentary Biography, Silver City, ISBN 0-944383-50-5.
- Barra, Allen (1998), Inventing Wyatt Earp: His Life and Many Legends, New York, ISBN 0-7867-0685-6.
- Tefertiller, Casey (1997), Wyatt Earp: The Life Behind the Legend, New York, ISBN 0-471-18967-7.
- McCool, Grace (1990), GUNSMOKE: The True Story of Old Tombstone, Tucson, ISBN 0-918080-52-5.
- Marks, Paula Mitchell (1989), And Die in the West: the story of the O.K. Corral gunfight, New York, ISBN 0-671-70614-4.